# Rotterdam Open 2006 - Qualificazioni singolare
Le qualificazioni del singolare del Rotterdam Open 2006 sono state un torneo di tennis preliminare per accedere alla fase finale della manifestazione. I vincitori dell'ultimo turno sono entrati di diritto nel tabellone principale. In caso di ritiro di uno o più giocatori aventi diritto a questi sono subentrati i lucky loser, ossia i giocatori che hanno perso nell'ultimo turno ma che avevano una classifica più alta rispetto agli altri partecipanti che avevano comunque perso nel turno finale.
Le qualificazioni del torneo prevedevano 16 partecipanti di cui 4 sono entrati nel tabellone principale.

## Teste di serie
1. Novak Đoković (Qualificato)
2. Daniele Bracciali (Qualificato)
3. Gilles Simon (Qualificato)
4. Łukasz Kubot (primo turno)

1. Jean-René Lisnard (ultimo turno)
2. Dominik Meffert (primo turno)
3. Álex Calatrava (ultimo turno)
4. Michael Lammer (ultimo turno)

## Qualificati
1. Novak Đoković
2. Daniele Bracciali

1. Gilles Simon
2. Dominik Meffert

## Tabellone

### Legenda
| - Q = Qualificato - WC = Wild card - LL = Lucky loser | - ALT = Alternate - SE = Special Exempt - PR = Protected Ranking | - w/o = Walkover - r = Ritirato - d = Squalificato |

### Sezione 1
|  | Primo turno | Primo turno            | Primo turno   | Primo turno | Primo turno |  |  | Ultimo turno | Ultimo turno      | Ultimo turno      | Ultimo turno | Ultimo turno |  |
|  |             |                        |               |             |             |  |  |              |                   |                   |              |              |  |
|  | 1           | Novak Đoković          | Novak Đoković | 7           | 6           |  |  |              |                   |                   |              |              |  |
|  |             | Michel Koning          | Michel Koning | 6           | 2           |  |  | 1            | Novak Đoković     | Novak Đoković     | 7            | 6            |  |
|  | 5           | Jean-René Lisnard      | 4             | 7           | 6           |  |  | 5            | Jean-René Lisnard | Jean-René Lisnard | 5            | 3            |  |
|  |             | Dennis van Scheppingen | 6             | 6           | 3           |  |  |              |                   |                   |              |              |  |

### Sezione 2
|  | Primo turno | Primo turno       | Primo turno      | Primo turno | Primo turno |  |  | Ultimo turno | Ultimo turno      | Ultimo turno      | Ultimo turno | Ultimo turno |  |
|  |             |                   |                  |             |             |  |  |              |                   |                   |              |              |  |
|  | 2           | Daniele Bracciali | 4                | 6           | 6           |  |  |              |                   |                   |              |              |  |
|  |             | John van Lottum   | 6                | 3           | 4           |  |  | 2            | Daniele Bracciali | Daniele Bracciali | 6            | 7            |  |
|  | 8           | Michael Lammer    | Michael Lammer   | 6           | 6           |  |  | 8            | Michael Lammer    | Michael Lammer    | 3            | 5            |  |
|  |             | Rainer Eitzinger  | Rainer Eitzinger | 2           | 3           |  |  |              |                   |                   |              |              |  |

### Sezione 3
|  | Primo turno | Primo turno      | Primo turno      | Primo turno | Primo turno |  |  | Ultimo turno | Ultimo turno   | Ultimo turno   | Ultimo turno | Ultimo turno |  |
|  |             |                  |                  |             |             |  |  |              |                |                |              |              |  |
|  | 3           | Gilles Simon     | Gilles Simon     | 6           | 6           |  |  |              |                |                |              |              |  |
|  |             | Thiemo De Bakker | Thiemo De Bakker | 2           | 1           |  |  | 3            | Gilles Simon   | Gilles Simon   | 7            | 6            |  |
|  | 7           | Álex Calatrava   | Álex Calatrava   | 6           | 6           |  |  | 7            | Álex Calatrava | Álex Calatrava | 5            | 1            |  |
|  |             | Karan Rastogi    | Karan Rastogi    | 1           | 4           |  |  |              |                |                |              |              |  |

### Sezione 4
|  | Primo turno | Primo turno     | Primo turno   | Primo turno | Primo turno |  |  | Ultimo turno    | Ultimo turno    | Ultimo turno    | Ultimo turno | Ultimo turno |  |
|  |             |                 |               |             |             |  |  |                 |                 |                 |              |              |  |
|  |             | Arvind Parmar   | Arvind Parmar | 6           | 6           |  |  |                 |                 |                 |              |              |  |
|  | 4           | Łukasz Kubot    | Łukasz Kubot  | 2           | 3           |  |  | Arvind Parmar   | Arvind Parmar   | Arvind Parmar   | 63           | 6            |  |
|  |             | Dominik Meffert | 1             | 6           | 6           |  |  | Dominik Meffert | Dominik Meffert | Dominik Meffert | 7            | 7            |  |
|  | 6           | George Bastl    | 6             | 3           | 4           |  |  |                 |                 |                 |              |              |  |